# Медаль Лібіха
Меда́ль Лі́біха (нім. Liebig-Denkmünze) — наукова нагорода на честь німецького хіміка Юстуса фон Лібіха, яку присуджує Товариство німецьких хіміків за значний розвиток хімії.
Вручення нагороди було започатковано у 1903 році попередником організації, Німецьким хімічним товариством, та приурочене до святкування 100 років від дня народження Лібіха. Відтоді визначення переможця велося майже щороку, а з 1994 року її почали присуджувати раз на два роки.
Переможцеві вручається срібна медаль, сертифікат та певна сума грошей. З 1996 року премію фінансує фонд Хімічного товариства.
| Рік  | Ім'я                  | Місто                  |
| ---- | --------------------- | ---------------------- |
| 1903 | Адольф фон Беєр       | Мюнхен                 |
| 1904 | Рудольф Кніч          | Людвіґсхафен           |
| 1905 | Едуард Бюхнер         | Вюрцбург               |
| 1907 | Адольф Франк          | Берлін                 |
| 1908 | Отто Шенгерр          | Дрезден                |
| 1909 | Отто Шотт             | Єна                    |
| 1911 | Пауль Ерліх           | Франкфурт-на-Майні     |
| 1912 | Карл Дітріх Гаррієс   | Берлін                 |
| 1913 | Еміль Еренсбергер     | Траунштайн             |
| 1914 | Фріц Габер            | Берлін                 |
| 1919 | Карл Бош              | Людвіґсхафен           |
| 1921 | Макс Планк            | Берлін                 |
| 1922 | Вільгельм Норманн     | Хемніц                 |
| 1924 | Макс Шредер           | Берлін                 |
| 1925 | Густав Тамманн        | Ґетінґен               |
| 1926 | Роберт Емануель Шмідт | Вупперталь-Ельберфельд |
| 1927 | Фріц Рашиг            | Людвіґсхафен           |
| 1928 | Фрідріх Бергіус       | Гайдельберг            |
| 1929 | Ганс Фішер            | Мюнхен                 |
| 1930 | Отто Руфф             | Бреслау                |
| 1931 | Фрідріх Еміх          | Грац                   |
| 1931 | Іда Ноддак            | Берлін                 |
| 1931 | Вальтер Ноддак        | Берлін                 |
| 1933 | Адольф Шпількер       | Дуйсбург               |
| 1934 | Фердинанд Флури       | Вюрцбург               |
| 1935 | Вальтер Рот           | Брауншвейг             |
| 1935 | Карл Ціглер           | Гайдельберг            |
| 1936 | Густав Франц Гюттіг   | Прага                  |
| 1937 | Ернст Шпет            | Відень                 |
| 1938 | Едуард Цинтль         | Дармштадт              |
| 1940 | Отто Генігшмід        | Мюнхен                 |
| 1950 | Еріх Конрад           | Леверкузен             |
| 1951 | Вільгельм Клемм       | Мюнстер                |
| 1953 | Вільгельм Мошель      | Леверкузен             |
| 1955 | Феодор Лінен          | Мюнхен                 |
| 1956 | Генріх Гок            | Клаусталь              |
| 1957 | Фрідріх Адольф Панет  | Майнц                  |
| 1958 | Герхард Шрамм         | Тюбінген               |
| 1960 | Георг-Марія Шваб      | Мюнхен                 |
| 1961 | Рольф Гуйсген         | Мюнхен                 |
| 1964 | Гюнтер Шайбе          | Мюнхен                 |
| 1965 | Вільгельм Гусманн     | Аахен                  |
| 1967 | Еріх Тіло             | Берлін                 |
| 1969 | Оскар Глемзер         | Ґетінґен               |
| 1972 | Ганс Кун              | Ґетінґен               |
| 1973 | Леопольд Горнер       | Майнц                  |
| 1976 | Горст Поммер          | Людвіґсхафен           |
| 1980 | Ернст Рух             | Берлін                 |
| 1981 | Армін Вайс            | Мюнхен                 |
| 1983 | Дітер Естергельт      | Мюнхен                 |
| 1984 | Ульріх Шеллькопф      | Ґетінґен               |
| 1986 | Рольф Аппель          | Бонн                   |
| 1987 | Ґергард Ертль         | Берлін                 |
| 1989 | Майнхарт Ценк         | Мюнхен                 |
| 1991 | Курт Іссляйб          | Халле                  |
| 1993 | Райнхард Гоффманн     | Марбург                |
| 1994 | Вольфганг Бек         | Мюнхен                 |
| 1996 | Вернер Кутцельнігг    | Бохум                  |
| 1998 | Гельмут Шварц         | Берлін                 |
| 2000 | Райнхарт Альріхс      | Карлсруе               |
| 2002 | Ганс Вольфганг Шпісс  | Майнц                  |
| 2004 | Арндт Сімон           | Штутгарт               |
| 2006 | Герберт Майр          | Мюнхен                 |
| 2008 | Вольфганг Кретшмер    | Гейдельберг            |
| 2010 | Йоахім Зауер          | Берлін                 |
| 2012 | Вальтер Тіль          | Мюльгайм-на-Рурі       |
| 2014 | Ганс-Ульріх Райсіг    | Берлін                 |